# 张万欣
张万欣（1930年5月—2014年6月11日），黑龙江省哈尔滨市人，中华人民共和国政治人物。

## 生平
毕业于清华大学化工系化学工程专业，分配西北工业部西北化工厂，历任兰州化工厂研究所研究室副主任，兰州合成橡胶厂中试室主任，兰州化工厂副总工程师。1970年3月后，任北京胜利化工厂生产组副组长，北京石油化工总厂技术处处长、副总工程师，燕山石化总公司副总工程师、副总经理兼技术委员会主任，北京市计划委员会副主任。1983年7月，任中国石油化工总公司副总经理。1988年2月，任国务院经济技术社会发展研究中心副总干事、国务院发展研究中心副主任。